# Marcilly-sur-Eure
Marcilly-sur-Eure är en kommun i departementet Eure i regionen Normandie i norra Frankrike. Kommunen ligger i kantonen Saint-André-de-l'Eure som tillhör arrondissementet Évreux. År 2022 hade Marcilly-sur-Eure 1 611 invånare.

## Befolkningsutveckling
Antalet invånare i kommunen Marcilly-sur-Eure
Referens:INSEE